# Гринцеве
Гринце́ве — село в Україні, у Лебединській міській громаді Сумського району Сумської області. Населення становить 470 осіб. До 2020 орган місцевого самоврядування — Гринцівська сільська рада.

## Географія
Село Гринцеве знаходиться на вододілі річок Сула і Грунь. Село складається з двох частин, рознесених на відстань 1 км. На відстані 1 км розташовані села Ключинівка, Мирне та Протопопівщина. По селу протікає пересихаючий струмок з загатою.

## Історія
Засноване близько 1670 року як село Ополонівка. 
1977 року - перейменоване в село Гринцеве.
12 червня 2020 року, відповідно до Розпорядження Кабінету Міністрів України № 723-р «Про визначення адміністративних центрів та затвердження територій територіальних громад Сумської області», увійшло до складу Лебединської міської територіальної громади.
19 липня 2020 року, після ліквідації Лебединського району, село увійшло до Сумського району.